# Robert Telles
Robert Telles (* 1974 oder 1975 in El Paso, Texas) ist ein US-amerikanischer Politiker (Demokraten) und verurteilter Mörder. Der 2018 für eine Amtszeit als Clark County Public Administrator gewählte Telles wurde 2024 schuldig befunden 2022 den Reporter Jeff German erstochen zu haben.

## Familie
Robert Telles wurde als erstes von drei Kindern des Politikers Raymond R. Telles geboren. Die Familie war eine Politikerdynastie von Hispanics in seiner Heimatstadt. Telles Großonkel Raymond L. Telles Jr. war Bürgermeister von El Paso und ab 1961 Botschafter in Costa Rica gewesen. Sein Großvater saß der Schulbehörde vor. Sein Vater Raymond R. Telles war Mitglied des Stadtrates von El Paso und kandidierte erfolglos für das Amt des Bürgermeisters, seine politische Karriere endete dann 2002 mit einem Korruptionsskandal. In den 1980ern ließen sich die Eltern von Robert Telles scheiden, er wuchs dann bei einer Tante weiter auf.
In den 2000ern ging Robert Telles in Denver in Colorado seine erste Ehe ein, als er dort im IT-Bereich arbeitete. Aus der Ehe ging ein Kind hervor. Er zog mit seiner Frau nach Las Vegas, um seiner Mutter nahe sein zu können. Dort waren er und seine erste Ehefrau zunächst als Gebäudemanager tätig. 2008 wurde diese Ehe geschieden. Er ging später eine zweite Ehe ein. Mit seiner zweiten Ehefrau hatte er einen Stiefsohn und eine gemeinsame Tochter.

## Leben
Er besuchte katholische Schulen in El Paso. 1995 schloss er die High School ab.
Robert Telles war in Nevada zunächst als Klimaanlagentechniker tätig und studierte neben seiner beruflichen Tätigkeit Rechtswissenschaft an der University of Nevada, Las Vegas. Während des Studiums wurde er zum Präsidenten der Student Bar Association der Universität gewählt, wurde aber 2012 nach einem von Telles bestrittenen Fall einer sexuellen Belästigung durch ein Misstrauensvotum abgesetzt.
Er gründete 2015 eine auf Erb- und Familienrecht spezialisierte Kanzlei.

## Politik
Telles wurde bei den Wahlen 2018 zum Public Administrator des Clark County gewählt und trat dieses Amt 2019 an. Aufgabe der kleinen Behörde ist die Verwaltung von Vermögenswerten Verstorbener, die nicht unmittelbar Erben zugeordnet werden können.
Im Mai 2022 berichtete der investigative Journalist Jeff German für das Las Vegas Review-Journal von Mobbing, Bevorzugungen und Unruhe in der von dem damals 47-jährigen Robert Telles geleiteten Behörde, sowie von einer außerehelichen Affäre mit einer Angestellten. 2022 schied Telles bei seiner Kandidatur zur Wiederwahl mit 32,4 % bereits in den Vorwahlen der Demokratischen Partei aus.

## Strafverfahren
Am 2. September 2022 wurde Jeff German bei seinem Wohnhaus erstochen. Die Leiche wurde am folgenden Tag gefunden. Der Ankläger warf Robert Telles vor, in einer Verkleidung, inklusive eines großen Strohhutes, dem Opfer aufgelauert zu haben.
Das Mordopfer Jeff German, ein 69-jähriger investigativer Journalist, hatte seit drei Jahrzehnten erst für die Las Vegas Sun und dann das Las Vegas Review-Journal über Verbrechen, Korruption und Mafiaverbindungen berichtet. Auch nach der erfolglosen Wahlkampagne von Robert Telles recherchierte der Reporter weiter über ihn. Am Tag des Mordes hatte Telles erfahren, dass der Clark County Emails von ihm an German übergeben wolle. Aufnahme einer Überwachungskamera zeigten, wie der Täter German um etwa 22:00 Uhr versteckt erwartete und ihn mit einem Messer angriff, nachdem der Journalist seine Garage geöffnet hatte.
Nachdem German mit sieben Stichwunden, einige davon Abwehrverletzungen, gefunden worden war, konnte die Polizei Telles mit dem Auto des Mörders in Verbindung bringen und unter den Fingernägeln DNA des Täters sicherstellen. An Schuhen von Robert Telles würden später auch Blutspuren gefunden.
Am 7. September 2022 wurde Telles festgenommen und bei der folgenden Hausdurchsuchung ein zerschnittener Strohhut gefunden, wie der Täter ihn bei der Tat getragen hatte. Am folgenden Tag wurde er dem Haftrichter vorgeführt, der ihm eine Freilassung nach Kautionszahlung verweigerte.
Im August 2024 fand die zweiwöchige Hauptverhandlung statt. Robert Telles sagte selbst als Zeuge aus. Im Zeugenstand behauptete er, dass ein Immobilienunternehmen einen Auftragsmörder angeheuert und sich dann mit Mitarbeitern seiner Behörde, der Polizei von Las Vegas, und dem DNA-Labor verschworen hätte, um ihm Beweise unterzuschieben. Sein Strafverteidiger argumentiert aber, dass Telles die Tat nicht mit hinreichend Wahrscheinlichkeit nachgewiesen wurde. Unter anderem sei die Tatwaffe nicht gefunden worden. Am 28. August 2024 befanden ihn die Geschworenen für schuldig am Mord an German. Robert Telles wurde zu einer lebenslangen Freiheitsstrafe mit der Möglichkeit der Bewährung nach zwanzig Jahren verurteilt. Die Staatsanwaltschaft hatte davon abgesehen, die Todesstrafe zu beantragen. Die aus sieben Frauen und fünf Männern bestehende Jury hatte über zwölf Stunden an drei Tagen beraten, bis sie zum Schuldspruch gelangte.

### Öffentliche Stellungnahmen
Der Mordfall löste Besorgnis über die Sicherheit von Journalisten in den USA aus. Jeff German war der achte Journalist, der seit 1992 in den Vereinigten Staaten getötet worden war, wobei die Hälfte 2018 bei einer Massenschießerei getötet wurden.
Nevadas Gouverneur Steve Sisolak beschrieb German nach dessen Ermordung auf Twitter als harten aber fairen Reporter, der immer Respekt vor seiner Arbeit gehabt habe. Der Präsident des National Press Club und die Präsidentin des National Press Club Journalism Institute gaben eine Stellungnahme heraus:

„When we say journalism is a dangerous business, we are most often talking about international crisis and foreign correspondents, but right here in a major city in the United States, we see the depth to which dark forces may sink in order to stop publication of the truth.“

„Wenn wir sagen, dass Journalismus ein gefährlicher Beruf sei, dann sprechen wir oft über internationale Krisen und Auslandskorrespondenten. Aber genau hier in einer Großstadt in den Vereinigten Staaten sehen wir die Tiefe, in die dunkle Mächte versinken können, um die Veröffentlichung der Wahrheit zu verhindern.“

Reporter ohne Grenzen begrüßte die Verurteilung von Telles. Die lange Haftstrafe wäre ein kraftvolles Signal. Gleichwohl kritisiert die Organisation die Beschlagnahme der elektronischen Geräte von German zu Ermittlungszwecken. Germans vertrauliche Quellen seien hierdurch gefährdet worden.